# Mycoëmilia
Mycoëmilia är ett släkte av svampar. Mycoëmilia ingår i familjen Kickxellaceae, ordningen Kickxellales, divisionen oksvampar och riket svampar.
|            | Coemansia                             |
|            |                                       |
|            | Kickxella                             |
|            |                                       |
|            | Martensella                           |
|            |                                       |
| Mycoëmilia | \| \| Mycoëmilia scoparia \| \| \| \| |
|            | \| \| Mycoëmilia scoparia \| \| \| \| |
|            | Ramicandelaber                        |
|            |                                       |
|            | Myconymphaea                          |
|            |                                       |
|            | Spiromyces                            |
|            |                                       |
|            | Linderina                             |
|            |                                       |
|            | Dipsacomyces                          |
|            |                                       |
|            | Pinnaticoemansia                      |
|            |                                       |
|            | Spirodactylon                         |
|            |                                       |
|            | Martensiomyces                        |
|            |                                       |
|            | Mycoëmilia scoparia                   |
|            |                                       |

|  | Mycoëmilia scoparia |
|  |                     |